# كاي سويفت
كاي سويفت (بالإنجليزية: Kay Swift)‏ هي كاتبة غنائية وملحنة أمريكية، ولدت في 19 أبريل 1897 في نيويورك في الولايات المتحدة، وتوفيت في 28 يناير 1993 في Southington, Connecticut ‏ في الولايات المتحدة.

## وصلات خارجية
- الموقع الرسمي
- كاي سويفت على موقع IMDb (الإنجليزية)
- كاي سويفت على موقع ميوزك برينز (الإنجليزية)
- كاي سويفت على موقع قاعدة بيانات برودواي على الإنترنت (الإنجليزية)
- كاي سويفت على موقع ديسكوغز (الإنجليزية)
- كاي سويفت على موقع قاعدة بيانات الفيلم (الإنجليزية)